# Sékana Diaby
Sékana Diaby, né le 10 août 1968 à Daloa, est un footballeur international ivoirien. Il a remporté la CAN 1992 au Sénégal. Il possède également la nationalité française. Il a évolué en France et en Turquie au poste de défenseur central. Il est l'oncle d'Abou Diaby, footballeur international français.
Il est actuellement éducateur sportif à Pau.

## Biographie

### Carrière de joueur
Sekana Diaby commence le football en Côte d'Ivoire, notamment au Stella Club d'Adjamé. Avec les Éléphanteaux, il remporte la Coupe CEDEAO. En 1985, il participe au Tournoi de Toulon avec l'équipe de Côte d'Ivoire espoirs. Il termine sa formation au Racing Club de Paris, avec lequel il remporte la Coupe Gambardella en 1987, grâce à une victoire 2-1 face au FC Grenoble de Youri Djorkaeff.
En 1988 il est prêté au Stade lavallois de Michel Le Milinaire. Associé à Frank Lebœuf en charnière centrale, il est alors le plus jeune stoppeur de Division 1.
En 1992 il remporte la Coupe d'Afrique des nations.
Il fête son jubilé le 31 mai 2009 à Pau, en présence de stars du football ivoirien telles que Gervinho, Bakari Koné, Charles Kaboré, etc.

### Carrière d'entraîneur
Après sa carrière de joueur, Sékana Diaby entraîne plusieurs clubs amateurs dans le Béarn.
Il entraîne d'abord le club des Bleuets de Notre-Dame de Pau de 2003 à juin 2006.
Durant la saison 2006-2007 il entraîne le club d'Oloron-Sainte-Marie, puis l'équipe du FC Lons en Ligue d'Aquitaine de 2007 à 2015.
En 2019-2020, il entraîne l'équipe du FA Bourbaki en Ligue de Nouvelle Aquitaine (R3).
Il a aussi créé l'association sportive Cyrsek (Cyr pour avec Cyril Domoraud et Sek pour Diaby Sekana) (foot éducatif), à Pau, qui accueille des enfants des U7 aux U13.

### Famille
Sékana Diaby est l'oncle d'Abou Diaby, footballeur international français.

## Clubs successifs

### Joueur
- 1986-1988 : Matra Racing
- 1988-1989 : Stade lavallois
- 1989-1990 : RC Paris
- 1990-1992 : Brest Armorique FC
- 1992-1994 : CS Louhans-Cuiseaux
- 1994-1995 : Pau FC
- 1995-1996 : LB Châteauroux
- 1996 : Pau FC
- 1996-1997 : Zeytinburnu SK

### Entraîneur
- 2003-2006 : Bleuets de Notre-Dame (PL, 64)
- 2006-2007 : FC Oloron (PH)
- 2007-2010 : FC Lons (PH)
- 2010-2011 : FC Lons (PL)
- 2011-2012 : FC Lons (PL) et (U17)
- 2012-2013:  FC Lons (PH) et (U17)
- 2013-2014 : FC Lons (PH) et (U19)
- 2014-2015 : FC Lons (Ascession au niveau 3 PH) et (U19)
- depuis 2006 : Association Cyrsek
- 2007 : Responsable technique du FC Lons (64)
- 2019-2020 : entraineur principal de Bourbaki Pau (R3, 64)
- 2020-2022 : FC Luy de Béarn (U19)